# Bill Berry
William Thomas Berry (n. 31 iulie 1958, Duluth, Minnesota, SUA) este un muzician american care a fost bateristul trupei de rock alternativ R.E.M..
În 1995 a suferit un anevrism cerebral pe scenă și s-a prăbușit. După o recuperare de succes, a părăsit industria muzicală doi ani mai târziu pentru a deveni fermier și de atunci și-a redus prezența în viața publică, făcând reuniuni sporadice cu REM și apărând pe înregistrările altor artiști. Plecarea lui l-a făcut singurul membru al trupei care nu a rămas alături de ei pe toată durata lor. Berry a revenit în cele din urmă în industrie în 2022.

## Primii ani (1958–1980)
William Thomas Berry s-a născut pe 31 iulie 1958, în Duluth, Minnesota, al cincilea copil al lui Don și Anna Berry. La vârsta de trei ani, Berry s-a mutat împreună cu familia în Wauwatosa, Wisconsin, o suburbie din Milwaukee , unde aveau să rămână în următorii șapte ani. În 1968, s-au mutat din nou, de data aceasta la Sandusky, Ohio .
În 1972, familia Berry a făcut ultima mutare, la Macon, Georgia , tocmai la timp pentru ca Bill să înceapă liceul la Northeast High School . Acolo l-a întâlnit pe chitaristul bas Mike Mills și au cântat împreună în mai multe trupe diferite, inclusiv Shadowfax. Prima lor încercare de a o carieră în muzică a fost de scurtă durată. El și Mills au decis să facă bani obținând locuri de muncă de zi. Au închiriat un apartament pe Arlington Place din Macon, iar Bill a obținut un loc de muncă la Paragon Booking Agency de alături. 
Berry și Mills s-au mutat la Atena, Georgia , la sfârșitul anului 1978, unde i-au cunoscut pe Michael Stipe și Peter Buck. Înainte de a renunța, Berry a studiat pre-dreptul la Universitatea din Georgia . 

## Anii REM (1980–1997)
REM a fost format în 1980. Pe lângă îndatoririle sale ca baterist, Berry a contribuit ocazional la chitară, bas, mandolină, voce, claviaturi și pian pe piese de studio. În concert, a cântat uneori la bas și a furnizat vocale de bază. Berry a făcut, de asemenea, contribuții notabile la compoziție, în special pentru „ Everybody Hurts ” și „ Man on the Moon ”, ambele de la Automatic for the People . Alte melodii Berry au inclus „ Perfect Circle ”, „ Driver 8 ”, „ Cant Get There from Here ” și „I Took Your Name”. Piesa „Leave” a fost scrisă și de Berry pentru albumul REM New Adventures in Hi-Fi (1996), care a fost ultimul său album cu trupa.
Berry a fost, de asemenea, responsabil pentru atenuarea versurilor piesei „Welcome to the Occupation”. Versurile inițiale ale lui Stipe a fost „agățați-vă luptătorii pentru libertate”, care, având în vedere sprijinul activ al administrației Reagan pentru „luptătorii pentru libertate” din Nicaragua , suna violent și militant, deși Stipe însuși a contracarat că linia poate fi luată în mai multe moduri („atârnă”, ca în fie „linș”, fie „cadru pe un perete”). Obiecția lui Berry a determinat, în cele din urmă, schimbarea liniei pentru a „atârna libertatea mai sus”.
„O mulțime de lucruri [a lui Bill] sunt subcunoscute, subapreciate, sub-evaluate”, a spus Mills în 2024. „Este un cântăreț grozav; vine cu niște melodii uimitoare la care nu m-aș fi gândit niciodată și moduri de a-l cânta la care nu m-aș fi gândit niciodată”. 
În 1984, Berry a fost și bateristul trupei improvizate Hindu Love Gods , care îi prezenta pe colegii săi de trupă REM Peter Buck, Mike Mills, rocker-ul Warren Zevon și Bryan Cook.
Prăbușire pe scenă și părăsirea REM (1995–1997)
La 1 martie 1995, la Patinoire Auditorium din Lausanne , Elveția, Berry s-a prăbușit pe scenă în timpul unui spectacol REM din cauza unui anevrism cerebral rupt . Și-a revenit și s-a alăturat trupei, dar a plecat în octombrie 1997, spunând că nu mai are dorința sau nivelul de plăcere pentru a fi în trupă și că nu vrea să călătorească. Mai târziu, el a explicat la VH-1 în spatele muzicii :
Nu m-am trezit într-o zi și m-am hotărât: „Nu-i mai suport pe tipii ăștia” sau altceva. Simt că sunt pregătit pentru o schimbare de viață. Sunt încă destul de tânăr încât să pot face altceva. Bat în căzi de când aveam nouă ani... sunt gata să fac altceva.
Acceptând dorințele lui Berry, REM a anunțat că va continua fără tragere de inimă ca o ținută din trei piese. Ei au continuat să meargă în turnee cu câțiva muzicieni însoțitori, inclusiv alături de Ken Stringfellow și Scott McCaughey și i-au angajat pe Joey Waronker și Bill Rieflin ca bateristi live în următorul deceniu.
În 2024, când a fost întrebat dacă regretă că a părăsit trupa, Berry a spus: „Desigur că am făcut-o. A fost o perioadă ciudată pentru mine. Și am făcut-o ciudată și pentru acești tipi”. El a adăugat că anevrismul i-a scăzut nivelul de energie. „Am fost de tip A , hiperactiv, până atunci. Și pur și simplu nu am avut puterea pe care o aveam cândva să fac asta. Nu am regretat [plecat] la momentul respectiv; am regretat un pic mai târziu.” 

## Semipensionare (1997–2022)
Berry a părăsit afacerea muzicală și a devenit fermier, lucrând la ferma sa de fân din Farmington, Georgia, lângă Atena, la sfârșitul anului 1997.
Înainte de introducerea grupului în Rock and Roll Hall of Fame, Berry a acordat primul său interviu în câțiva ani, discutând despre viața de după pensionare. „Este o șansă grozavă să mă întorc împreună și să cânt cu REM, ceea ce mi-a plăcut întotdeauna să fac”, a spus el. 
Întrebat unde merge în vacanță, într-un interviu la el acasă în 2019, Berry a declarat: "Nu aș pleca niciodată în vacanță. Vacanța pentru mine este chiar aici. Am petrecut suficient timp în aeroporturi și în dube și în autobuze. ca să stai nemișcat o vreme. Încă nu m-am săturat de asta. El se aventurează în Atena pentru a „văd spectacolele pe care le vreau; nu ies doar și stau în baruri”. El a adăugat: „Intru în spectacole de aproximativ 1,6 ori pe lună: poate nu de două ori pe lună, dar de mai multe ori”. 
Berry susține că nu i-a plăcut niciodată să fie baterist. "Doar că nu este cel mai muzical instrument. Nu am scris niciodată o melodie pe un set de tobe." Instrumentul său preferat este chitara acustică, care (din 2019) este ceva la care cântă în fiecare zi. "Mi-aș fi dorit să cânt mai mult înainte să mă retrag. Mi-am făcut cea mai mare parte din antrenament după ce m-am retras. Am devenit un chitarist destul de bun acum; nu eram atunci." 
Activitățile sale muzicale după părăsirea REM au fost sporadice, dar au inclus înregistrări pentru albumul caritabil Tourette Syndrome Welcome Companions în 2000. La 11 mai 2018, a cântat la Winterville Auditorium din Winterville, Georgia , ca parte a unui cvintet numit primarul Ferrelle. și Consilierii, formați din vocalistul și chitaristul principal al trupei, primarul orașului Dodd Ferrelle. Ceilalți trei membri au fost John Kean , David Barbe și Adam Poulin. 
Berry a apărut în documentarul Song Exploder din 2020 despre melodia trupei „Losing My Religion ”, cântând chiar și o parte din linia lui de tobe din cântec. În același documentar, Peter Buck spune: „Nu există toboșar ca Bill Berry pe Pământ. Nici unul. Am mulți prieteni toboșari și toți mă întreabă același lucru: „Care este secretul lui?” Și nu vă pot spune, pentru că nu știu Teoria mea este că el folosește spațiul dintre șapcă și tobă într -un fel disco-y, fără a fi prea disco”. 
În 1999, Joey Waronker a explicat procesul prin care a învățat părțile de tobe ale lui Berry. Învățase în jur de cincizeci de cântece ale lui REM. „Cred că avem aproximativ 40 printre care ne rotam. A trebuit să fac o carte – doar note – pentru fiecare melodie. Este cu adevărat, foarte subtil din punct de vedere ritmic. Se întâmplă multe și nu am observat niciodată. Sunt un baterist și nu am înțeles niciodată că am ascultat melodiile, spunând: „Acestea nu sunt cu siguranță simple.” 

## Revenirea în industria muzicală (2022-prezent)
În 2022, la douăzeci și cinci de ani după plecarea sa din REM, Berry a format un nou supergrup numit The Bad Ends cu muzicieni din Atena și Atlanta. Mike Mantione de la Five Eight la chitară și voce, Dave Domizi la bas și voce, Geoff Melkonian la clape și voce, Christian Lopez la chitară și mandolină și Berry la tobe și cori. [ 13 ] Originile grupului sunt o întâlnire întâmplătoare între Mike Mantione și Berry pe o stradă din Atena. Mantione a fost descris recent de Peter Buck drept „eroul necunoscut al rock and roll-ului din Atena” și i-a oferit lui Berry „o oportunitate de a juca din nou în joc”, ca și când cânta muzica profesională.
Grupul a lansat un single și videoclip numit „All Your Friends Are Dying” și a susținut un spectacol în orașul natal pe 27 noiembrie 2022. Au lansat albumul de debut, The Power and the Glory , pe 20 ianuarie 2023.
Pe 8 februarie 2024, Berry s-a alăturat trupei Michael Shannon / Jason Narducy pe scena de la 40 Watt Club din Atena pentru a interpreta partea de pian din „ Perfect Circle ”, melodia pe care REM a reluat-o cântată și pe care o dedică lui Berry după ce acesta a părăsit trupa la mijlocul anilor 1990. 

## Viața personală
Pe 22 martie 1986, Berry s-a căsătorit cu iubita Mari Berry. Au divorțat în 1997. Când crackul a început să se infiltreze în Atena la începutul anilor 1990, cuplul s-a mutat în Farmington, în apropiere. „În 1988, am decis că îmi voi lărgi portofoliul, care era destul de subțire pe atunci. Nu este ca și cum aș fi rostogolit în aluat”, a explicat el în 2019. „Am vrut să cumpăr teren și am găsit acest loc. Este șaizeci de acri, și este destul de departe în afara orașului, era de 2.000 de dolari/acru în 88. Era mai degrabă o investiție pe care urma să îl vând. " Ferma lui, care include oi, se află la capătul de nord al proprietății sale. Un îngrijitor lucrează la fermă; Berry nu mai are. Are o grădină, dar îngrijitorul lui are grijă de asta. „Primesc recompensele, dar el face toată munca.”
În 2003, Berry și Cybele Lange au avut un fiu. 
Berry a fost un jucător pasionat de golf în timp ce era membru al REM 

## Discografie
- Murmur (1983)
- Reckoning (1984)
- Fables of the Reconstruction (1985)
- Lifes Rich Pageant (1986)
- Document (1987)
- Green (1988)
- Out of Time (1991)
- Automatic for the People (1992)
- Monster (1994)
- New Adventures in Hi-Fi (1996)
- Up (1998)
- Reveal (2001)
- Around the Sun (2004)
- Accelerate (2008)
- Collapse into Now (2011)

1. ↑  Stipe, Carrey Duet On R.E.M. – Penned Soundtrack
MTV.com
Retrieved June 20, 2016